# Mary Stallings
Mary Stallings (San Francisco, 16 augustus 1939) is een Amerikaanse jazzzangeres en moeder van soulzangeres Adriana Evans.

## Biografie
Mary Stallings, een van elf kinderen, werd geboren in San Francisco, Californië. Ze groeide op in de buurt van Laurel Heights en zong in het black gospelkoor van de African Methodist Episcopal Church. Rond haar tienerjaren begon Stallings te zingen in nachtclubs in San Francisco, zoals de Hungry i, The Purple Onion en El Matador. Ze trad op met Ben Webster, Cal Tjader, Earl Hines, Red Mitchell, Teddy Edwards en de gebroeders Montgomery (Wes, Monk en Buddy).
Voordat ze haar middelbare school afrondde, sloot ze zich aan bij The Tympany Five van r&b-zanger Louis Jordan. In de vroege jaren 1960 trad ze op met Dizzy Gillespie in de Black Hawk nachtclub in San Francisco en ook met Gillespie op het Monterey Jazz Festival in 1965.
Ze werkte samen met vibrafonist Cal Tjader aan het album Cal Tjader Plays, Mary Stallings Sings voor Fantasy Records. Er volgden verbintenissen in Tokio, Manilla en Bangkok, samen met werk langs de westkust. Ze bracht eind jaren 1960 een jaar door in Nevada met Billy Eckstine en toerde door Zuid-Amerika met Gillespies band in 1965 en 1966. Van 1969-1972 had ze een drie-jaars residentie als zangeres voor het Count Basie Orchestra. In 1972, toen ze half met pensioen ging, beviel ze van haar enige kind, r&b zangeres Adriana Evans.
Stallings begon eind jaren 1980 weer met zingen en kwam onder de aandacht van het nationale jazzpubliek met de publicatie van I Waited for You (1994) voor Concord Jazz, met het kwartet van pianist Gene Harris, met Ron Escheté (gitaar), Luther Hughes (bas) en Paul Humphrey (drums). Op haar album Spectrum (6 nummers, 1995) werkten pianist Gerald Wiggins, Ron Escheté (gitaar), Andy Simpkins (bas), Paul Humphrey (drums) en trompettist Harry "Sweets" Edison mee. In Manhattan Moods (1997) wordt Stallings bijgestaan door pianist Monty Alexander, bassist Ben Wolfe en drummer Clyde Lucas, terwijl Hendrik Meurkens harmonica-werk toevoegt aan twee nummers en vibrafoon speelt op He Was Too Good to Me. Dick Oatts speelt fluit op How High the Moon en He Was. Hoewel vaak gezien als een Dinah Washington leerling, verschijnt Stallings emulatie van Billie Holiday op Ghost of a Chance en You Go to My Head.
Remember Love (2005) werd geproduceerd door Geri Allen, die ook piano en orgel speelt. Het album piekte op #23 in de Billboard-hitlijst.
Mary Stallings speelde op het Monterey Jazz Festival in 1965, 1995, 2003 en 2013. Op het San Francisco Jazz Festival in 2001, 2004 en 2006 werd ze ondersteund door het 15-koppige Marcus Shelby Jazz Orchestra met pianist Geri Allen  Ze trad in 2005 op met Clark Terry in de Blue Note Jazz Club in New York en het Georgia Savannah Music Festival in 2007, begeleid door het Eric Reed Trio met Wycliffe Gordon. Jazz at Lincoln Center (2007), The Birth of Cool, benadrukte Stallings interpretatie van de Billie Holiday-standards Pennies from Heaven en Laughing at Life.

## Onderscheidingen
- 2006 SFJAZZ Beacon Award[4]

## Discografie
- 1962: Cal Tjader Plays, Mary Stallings Sings (Fantasy Records)
- 1990: Fine and Mellow (Clarity)
- 1994: I Waited for You (Concord) met Gene Harris
- 1996: Spectrum (Concord Jazz)
- 1997: Manhattan Moods (Concord)
- 2000: Trust Your Heart (Clarity)
- 2001: Live at the Village Vanguard (MAXJAZZ)
- 2005: Remember Love (Half Note Records) met Geri Allen
- 2010: Dream (HighNote Records) met Eric Reed
- 2012: Don't Look Back (HighNote) met Eric Reed
- 2013: But Beautiful (HighNote) met Eric Reed
- 2015: Feelin' Good (HighNote)
- 2019: Songs Were Made to Sing (Smoke Sessions Records)[5]